# Ürkməzli
Ürkməzli è un comune dell'Azerbaigian situato nel distretto di Qazax.